# Kongregacija za škofe
Kongregacija za škofe
 (latinsko Congregatio pro Episcopis) je bila kongregacija Rimske kurije. Ukvarjala se se je z vprašanjem škofovstva in s škofovsko jurisdikcijo.
Zadolžena je bila tudi za  zbiranje predlogov kandidatov novih škofov in njihovo selekcijo. Izmed papežu predlaganih kandidatov primernega duhovnika potrdi papež, lahko pa vse kandidate zavrne ter se postopek izbire ponovi.
Kongregacija izvira iz Kongregacije za postavitev cerkva in konsistorialnih oskrb, ki jo je ustanovil papež Sikst V. 22. januarja 1588.

## Pristojnosti
V skladu z apostolsko konstitucijo Pastor Bonus (1988) je imela kongregacija naslednje pristojnosti:
- obravnavati zadeve, ki se nanašajo na škofovsko službo in jurisdikcijo škofov (75. člen);
- odločati glede ustanavljanja, spreminjanja in ukinjanja škofij ter drugih cerkvenih upravnih enot (76. člen);
- imenovati škofe, koadjutorje in pomožne škofe (77. člen);
- usklajevati škofovske konference in druge regionalne cerkvene strukture (79. člen);
- skrb za pripravo kandidatov za škofovsko službo (80.člen);
- vodenje postopkov v zvezi z upokojitvijo škofov in drugimi kadrovskimi spremembami (81. člen);
- imenovanje apostolskih administratorjev v posebnih primerih (82. člen);
- upravljanje s podrejeno Papeško komisijo za Latinsko Ameriko (83. in 84. člen).

## Prefekti
- Gaetano de Lai (1908-1928)
- Carlo Perosi (1928-1930)
- Raffaele Carlo Rossi (1930-1948)
- Adeodato Giovanni Piazza (1948-1957)
- Marcello Mimmi (1957-1961)
- Carlo Confalonieri (1961-1973)
- Sebastiano Baggio (1973-1984)
- Bernardin Gantin (1984-1998)
- Lucas Moreira Neves (1998-2000)
- Giovanni Battista Re (2000-2010)
- Marc Oullet (2010-)

## Ukinitev
Kongregacija je bila ukinjena z apostolsko konstitucijo papeža Frančiška Praedicate Evangelium, objavljeno 19. marca 2022. Ta je stopila v veljavo 5. junija 2022, na binkošti, ter je nadomestila apostolsko konstitucijo Pastor Bonus iz leta 1988. Nadomestil jo je Dikasterij za škofe.